# Ирано-катарские отношения
Ирано-катарские отношения — двусторонние дипломатические отношения между Ираном и Катаром.

## История
Катар сумел наладить хорошие отношения с Ираном, несмотря на поддержку Ирака во время ирано-иракской войны (1980—1988). В 1991 году эмир Катара Халифа бин Хамад Аль Тани приветствовал участие Ирана в мероприятиях по обеспечению безопасности в Персидском заливе. Иран был одной из первых стран, признавших власть эмира Халифа бин Хамад Аль Тани после государственного переворота в 1972 году. Отношения между странами частично основаны на географической близости (между ними налажены важные торговые связи, в том числе паромное сообщение между Дохой и Буширом) и имеющимися взаимными интересами. В мае 1989 года Иран требовал у Катара 1/3 сверхгигантского нефтегазового месторождения Северное/Южный Парс, стороны пришли к соглашению о совместном использовании месторождения. В 1992 году были разработаны планы по перекачке воды из реки Карун из Ирана в Катар. Иранская община в Катаре достаточно крупная, но интегрирована в общество и не создаёт угрозы для правящего режима.
В январе 2016 года Катар разорвал дипломатические отношения с Ираном в знак солидарности с политикой Саудовской Аравии. В 2017 году Катар восстановил дипломатические отношения с Тегераном после начала дипломатического кризиса в Персидском заливе. Иран заявил о безоговорочной поддержке властей Катара в сложившимся дипломатическом кризисе и не стал разрывать отношения с этой страной, кроме того Тегеран призвал власти Катара и Саудовской Аравии решить возникшие проблемы за столом переговоров. В июне 2017 года власти Ирана приняли решение ежедневно поставлять в Катар более 1 тонны овощей и фруктов, чтобы помочь этой стране преодолеть последствия экономической блокады со стороны соседних стран, а президент Ирана Хасан Рухани призвал арабские страны прекратить оказывать давление на Доху. В августе 2017 года посол Катара вернулся на работу в посольство в Тегеране. В августе 2018 года президент Ирана Хасан Рухани провел переговоры с эмиром Катара Тамимом бином Хамадом Аль Тани и подтвердил безоговорочную поддержку Катару в сложившемся противостоянии с Саудовской Аравией и её союзниками.

## Торговля
По данным Международного валютного фонда в 2007 году объём товарооборота между странами составил сумму 57 млн. долларов США, а в 2008 году уже 75 млн долларов США. Иран и Катар совместно разрабатывают крупное месторождение природного газа Северное/Южный Парс возле побережья Катара. В 2017 году объём товарооборота между странами составил сумму 250 млн долларов США.

## Дипломатические представительства
- Иран имеет посольство в Дохе[11].
- У Катара имеется посольство в Тегеране[12].